# 状態密度
固体物理学および物性物理学において、系の状態密度（じょうたいみつど、英: density of states, DOS）とは、微小なエネルギー区間内に存在する、系の占有しうる状態数を各エネルギーごとに記述する物理量である。気相中の原子や分子のような孤立系とは異なり、密度分布はスペクトル密度のような離散分布ではなく連続分布となる。あるエネルギー準位において DOS が高いことは、そこに占有しうる状態が多いことを意味する。DOS がゼロとなることは、系がそのエネルギー準位を占有しえないことを意味する。一般的に DOS とは、空間的および時間的に平均されたものを言う。局所的な変動は局所状態密度 (local density of states, LDOS) と呼ばれ区別される。

## 概要
量子系において、波もしくは波動的粒子は系によって定まる波長と伝播方向をもつモードもしくは状態を占める。特定の状態のみが許容されることも多く、系によっては物質の原子間距離と原子核電荷により特定の波長の電子のみが存在を許容される場合もある。また、物質の結晶構造により波が一方向にのみ伝播を許容され、別の方向への伝播が抑制されるような系もある。したがって、特定の波長においては多くの状態が許容され、別のエネルギー準位には全く許容される状態が存在しないということがありうる。量子系により、電子や光子、フォノンの状態密度をエネルギーもしくは波数ベクトル k の関数として計算することができる。DOS を表わす記号としては、g, ρ, D, n, N などが用いられる。エネルギーの関数としての DOS と波数ベクトルの関数としての DOS の間の変換は、系ごとに決まる E と k との間の分散関係が分かっていれば行うことができる。
たとえば、半導体中の電子の状態密度は伝導帯端においては低く、電子の占有できる状態は少ない。電子のエネルギーが増えるにつれて状態密度も増加し、占有できる状態が増える。しかし、バンドギャップ中には電子の占有できる状態は存在しないため、伝導帯端の電子は別のモードへと遷移するために少くとも Eg だけのエネルギーを失う必要がある。
一般的に、系の位相幾何学的性質が状態密度の主な性質を決定する。中性子星中のニュートロニウムや金属中の自由電子ガス（縮退物質とフェルミ気体の例）のような最も良く知られた系では、3次元ユークリッド空間の位相構造を持つ。より知られていない系としては、グラファイト層中の二次元電子ガスや MOSFET 型素子中の量子ホール効果系は二次元ユークリッド空間の位相構造を持つ。さらに知られていないものとしては、カーボンナノチューブや量子ワイヤ、朝永・ラッティンジャー液体などは1次元位相幾何を持つ。1D および 2D 位相幾何を持つ系は、ナノテクノロジーと物質科学の進展につれてよりよく知られるようになると考えられる。

## 定義
系が状態 i をとるときの系のエネルギーが {\displaystyle {\mathcal {E}}_{i}} で与えられるとき、状態密度は
{\displaystyle D(E)=\sum _{i}\delta (E-{\mathcal {E}}_{i})}
で定義される。
系の状態が連続パラメータ λ で指定される場合の定義は
{\displaystyle D(E)=\int \delta (E-{\mathcal {E}}(\lambda ))\,\mu (\lambda )\,\mathrm {d} ^{f}\lambda }
である。ここで μ はパラメータ λ の張る状態空間の体積を与える測度である。
古典系の状態は正準変数の組 (p, q) で指定され、系のエネルギーはハミルトン関数で与えられる。正準変数の張る位相空間の体積は、一対の dpdq ごとにプランク定数 h で割る約束で、自由度が 2f での状態密度は
{\displaystyle D(E)={\frac {1}{h^{f}}}\int \delta (E-{\mathcal {H}}(p,q))\,\mathrm {d} ^{f}p\,\mathrm {d} ^{f}q}
となる。
状態密度をエネルギー E まで積分すれば
{\displaystyle N(E)=\int _{-\infty }^{E}D(E')\,\mathrm {d} E'=\sum _{i}\int _{-\infty }^{E}\delta (E'-{\mathcal {E}}_{i})\,\mathrm {d} E'}
として、系のエネルギーが {\displaystyle {\mathcal {E}}_{i}<E} である状態の数を与える。状態数が微分可能である場合には、状態密度は
{\displaystyle D(E)={\frac {\mathrm {d} N}{\mathrm {d} E}}}
で与えられる。エネルギーが E である状態の縮退度は
{\displaystyle g(E)=\lim _{\Delta E\to 0}\int _{E-\Delta E}^{E}D(E')\,\mathrm {d} E'=\lim _{\Delta E\to 0}D(E)\,\Delta E}
で与えられる。ここで最後の等式は、積分の平均値の定理が妥当なときのみ成り立つ。

## 対称性と状態密度

面心立方格子における第一ブリュアンゾーン。切頂八面体となっている。高対称性線および点に対称性ラベルを付記してある。

DOS 計算の行える系は多種多様である。凝縮系において重要な性質は系の微視的構造のもつ対称性である。 流体、ガラス、アモルファス固体は回転対称性のある分散関係を持つ。球対称な系では、たとえば関数の積分などは一次元となる。なぜなら、計算が分散関係の動径パラメータにのみ依存するからである。
例えば単結晶からなる系などの非等方な系においては、状態密度がある結晶学的方位と別の方位とでは異るので、角度に依存する計算および計測が必要となる。非等方な問題は計算が難しくなり、また非等方な状態密度は可視化するのも難しくなる。そのため、ある特定の点のみを計算したり、射影状態密度 (projected density of states, PDOS) を計算したりといった手法がよく用いられる。

八面体

粉末試料や多結晶試料に対する測定には、系の分散関係の定義域（一つのブリュアンゾーンとすることが多い）全体にわたる積分が必要となる。系の対称性が高い場合、系の分散関係を表わす関数の形は分散関係の定義域全体にわたって何度も繰り返し表われる。このような場合、DOS の計算は還元ゾーンのみについての計算に帰着し、相当に省力化できる。面心立方格子のブリュアンゾーンは点群 Oh の、完全八面体対称性をもつ48重対称性を持つ。よって、ブリュアンゾーン全体にわたる積分をその48分の1の部分領域にわたる積分に帰着することができる。結晶構造の周期表に示される通り、面心立方格子をとる元素はダイヤモンド、シリコン、白金など多く、これらのブリュアンゾーンおよび分散関係は48重対称性を持つ。

体心立方格子の第一ブリュアンゾーン。 菱形十二面体となる。

良く知られている結晶構造として、体心立方格子と六方最密充填格子の二つが挙げられる。体心立方格子は点群 Th の24重黄鉄鉱型対称性を持つ。六方最密充填格子は点群 D3h の12重プリズム二面体対称性を持つ。点群の対称性の特性の網羅的リストについては、点群指標表を参照のこと。
一般に、対称性が高く位相的次元の低い系ほど DOS の計算は容易である。回転対称性のある分散関係の状態密度は解析的に計算可能であることが多い。鋼やシリコンなど、実用上の興味の対象となる物質は高い対称性を持っていることが多いので、このことは幸運である。

## 波数空間の位相幾何

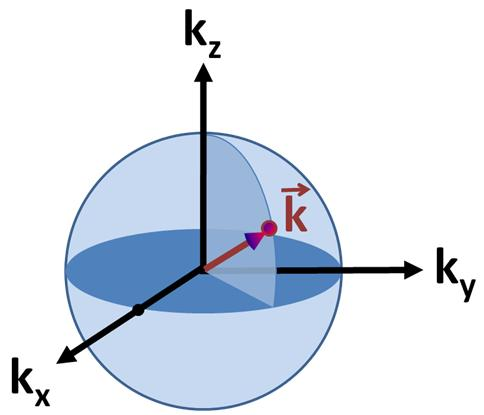
図1: 三次元自由度を持つ電子の波数空間における球面

状態密度は対象の次元に依存する。次元の果たす役割は、DOS の単位 (Energy−1Volume−1) からも明らかである。系が二次元的になる極限において体積は面積となり、一次元的となる極限においては長さとなる。ここでいう体積とは波数空間上の、分散関係から導かれる等エネルギー面で囲われる領域の体積であることに注意が必要である。固体中の電子の分散関係はバンド構造を成している。三次元的波数空間の例を図1に示す。系の次元そのものが系内の粒子の運動量を規定することが見てとれる。

### 波数ベクトル状態密度（球）
DOS を計算するにはまずある k に対して波数空間上の領域 [k, k+dk] 内に含まれる状態数 N を数える必要がある。これは、ある k に対する n 次元波数空間全体の体積 Ωn, k を k で微分することで得られる。三次元、二次元、一次元波数空間の体積、面積、長さは次のように表わされる。
{\displaystyle \Omega _{n}(k)=c_{n}k^{n}}
ここで、 cn は波数空間の次元 n に依存して位相幾何学的に定まる定数で、一次元、二次元、三次元ユークリッド波数空間に対してはそれぞれ以下のように定まる。
{\displaystyle c_{1}=2,\quad c_{2}=\pi ,\quad c_{3}={\frac {4\pi }{3}}}
この式によれば、波数ベクトル状態密度 N は Ωn, k を k で微分することにより次のように得られる。
{\displaystyle N_{n}(k)={\frac {\mathrm {d} \Omega _{n}(k)}{\mathrm {d} k}}=n\,c_{n}\,k^{(n-1)}}
これを一次元、二次元、三次元の場合に明示的に書き下すと次のようになる。
{\displaystyle N_{1}(k)=2}
{\displaystyle N_{2}(k)=2\pi k}
{\displaystyle N_{3}(k)=4\pi k^{2}}
一つの状態は波長 λJ の粒子を含むことができる程度に大きい。波長と波数 k との間の関係式は以下のようになる。
{\displaystyle k={\frac {2\pi }{\lambda }}}
長さ λ の量子系は粒子を閉じ込める系の大きさ L に依存する。最後に、状態密度 N に係数 s/Vk をかける。ここで、s はスピンや偏極などの物理現象に起因する内部自由度である。このような物理現象が無い場合は s=1 となる。Vk は波数空間上の、ある k よりも小さい波数ベクトルを全て含む体積である。

### エネルギー状態密度
DOS の計算の最後として、あるエネルギー {\displaystyle E} に対して 定まる区間 [E, E+dE] に含まれる体積あたりの状態数を計算する。一般的な系の DOS は次のような形式となる。
{\displaystyle D_{n}\left(E\right)={\frac {\mathrm {d} \Omega _{n}(E)}{\mathrm {d} E}}}
ここまでの式は、分散関係が単調増加する球対称な系に対してのみ成り立つ。 一般に、分散関係 E(k) は球対称ではなく、単調増加でもないことが多い。D を E の関数として分散関係 E(k) の逆関数を用いてここまでの式中に現われていた k の関数 Ωn(k) をエネルギーの関数 Ωn(E) に置き換える必要がある。これは分散関係が球対称でなかったり単調増加しなかったりする場合は容易ではなく、ほとんどの場合において DOS は数値的に計算される。より詳細な導出もある。

## 分散関係
粒子の運動エネルギーは波数ベクトル k の大きさと向きに依存する。たとえばフェルミ気体中の電子の運動エネルギーは以下のように得られる。
{\displaystyle E=E_{0}+{\frac {(\hbar k)^{2}}{2m}}}
ここで m は電子質量である。この分散関係は球対称かつ単調増加であるから、DOS を容易に計算することができる。

図2:単原子鎖フォノンの分散関係

原子鎖の縦モードフォノンの分散関係は、図2に示すような 1 次元 k 空間上の運動エネルギーについての関数となり、数式で表わすと以下のようになる。
{\displaystyle E=2\hbar \omega _{0}|\sin(ka/2)|}
ここで {\displaystyle \omega _{0}={\sqrt {k_{F}/m}}} は振動子周波数、m は原子の質量、kF は原子間に働く力の力定数、a は原子間距離である。力定数が小さく、k ≪ π / a が満たされるような値である場合は分散関係は線形となる。
{\displaystyle E=\hbar \omega _{0}ka}
k ≈ π / a の場合は以下のようになる。
{\displaystyle E=2\hbar \omega _{0}|\cos(\pi /2-ka/2)|}
変数変換 q = k − π/a を施して q が小さくなるとき、分散関係は以下のように書ける。
{\displaystyle E=2\hbar \omega _{0}[1-(qa/2)^{2}]}

### 等方的分散関係
ここで言及した二つの例は次のように書ける。
{\displaystyle E=E_{0}+c_{k}k^{p}}
この種の分散関係はエネルギーが波数ベクトルの長さのみに依存し、向きに依存しないため等方的な分散関係といえる。このとき逆に、波数ベクトルの大きさはエネルギーを用いて以下のように書ける。
{\displaystyle k=\left({\frac {E-E_{0}}{c_{k}}}\right)^{1/p}}
また、k よりも小さい波数ベクトルを含む n 次元 k 空間上の体積は次のように書ける。
{\displaystyle \Omega _{n}(k)=c_{n}k^{n}}
したがって、等方的分散関係から、被占有状態の体積は以下のように書ける。
{\displaystyle \Omega _{n}(E)={\frac {c_{n}}{c_{k}^{n/p}}}\left(E-E_{0}\right)^{n/p}\ ,}
この体積をエネルギーで微分すれば等方的分散関係に対する DOS を得ることができる。
{\displaystyle D_{n}\left(E\right)={\frac {\mathrm {d} }{\mathrm {d} E}}\Omega _{n}(E)={\frac {nc_{n}}{pc_{k}^{n/p}}}\left(E-E_{0}\right)^{(n/p-1)}}

### 放物線分散関係

Figure 3: Free-electron DOS in 3-dimensional k-space

フェルミ気体中の自由電子などのように分散関係が放物線を描く (p = 2) 場合、n 次元系における状態密度 {\displaystyle D_{n}\left(E\right)} は以下のようになる。
{\displaystyle D_{1}\left(E\right)={\frac {1}{\sqrt {c_{k}(E-E_{0})}}}}
{\displaystyle D_{2}\left(E\right)={\frac {\pi }{c_{k}}}}
{\displaystyle D_{3}\left(E\right)=2\pi {\sqrt {\frac {E-E_{0}}{c_{k}^{3}}}}}
ここで {\displaystyle E>E_{0}} とし、{\displaystyle D(E)=0} と {\displaystyle E<E_{0}} の場合はする。
1 次元系では DOS は E が E0 に落ちる際に発散する。2 次元系では E に依存しなくなる。3 次元系では状態密度はエネルギーの平方根に比例して増加する。
係数部分を全て書き下すと、3 次元系における DOS は以下のように書ける。
{\displaystyle N(E)={\frac {V}{2\pi ^{2}}}\left({\frac {2m}{\hbar ^{2}}}\right)^{3/2}{\sqrt {E-E_{0}}}}
ここで V は総体積であり、N(E−E0) には2重のスピン縮退を含む。

### 線形分散関係
光子や音響フォノン、特定の固体中の電子バンドのように分散関係が線形 (p = 1) のとき、1、2、3 次元系におけるエネルギーに対する DOS はそれぞれ以下のようになる。
{\displaystyle D_{1}\left(E\right)={\frac {1}{c_{k}}}}
{\displaystyle D_{2}\left(E\right)={\frac {2\pi }{c_{k}^{2}}}\left(E-E_{0}\right)}
{\displaystyle D_{3}\left(E\right)={\frac {4\pi }{c_{k}^{3}}}\left(E-E_{0}\right)^{2}}

## 状態密度と分布関数
状態密度は固体中の運動エネルギー理論において重要な役割を果たす。状態密度と確率密度分布との積は熱平衡状態にある系について、あるエネルギーにおける単位体積あたりの被占有状態数を与える。この値は物質の様々な物性を調べる際に広く用いられている。ここで、確率密度分布と状態密度からどのように物性を得るかの例をいくつか挙げる。

図4: ある半導体におけるフェルミ・ディラック分布（青色）、状態密度（橙色）、それらの積（緑色）。緑の線のふくらみのうち下の方は正孔のエネルギーであるから、確率分布関数としては 1 − f(x) を用いてある。

フェルミ・ディラック統計: 図4に示すフェルミ・ディラック分布は、熱平衡状態においてフェルミオンが特定の量子状態を占有する確率を与える。フェルミオンはパウリの排他律に従う粒子であり、例えば電子、陽子、中性子などが挙げられる。この分布関数は次のように書ける。
{\displaystyle f_{\mathrm {FD} }(E)={\frac {1}{\exp \left({\frac {E-\mu }{k_{\mathrm {B} }T}}\right)+1}}}
μ は化学ポテンシャル（T = 0 の場合フェルミ準位と呼び EF  と書く）、kB はボルツマン定数、T は温度である。図4に示す、フェルミ・ディラック分布関数と3次元半導体の状態密度の積がキャリア密度やエネルギーバンドギャップなどの物性についての知識を得るために用いられる。
ボース・アインシュタイン統計: ボース・アインシュタイン分布関数は熱平衡にある系においてボソンがある量子状態を占有する確率を表わす。ボソンはパウリの排他律に従わない粒子で、例えばフォノンや光子が挙げられる。この分布関数は以下のように書ける。
{\displaystyle f_{\mathrm {BE} }(E)={\frac {1}{\exp \left({\frac {E-\mu }{k_{B}T}}\right)-1}}}
これら二つの分布関数から、内部エネルギー U、粒子数 n、比熱容量 C、熱伝導率 k を計算することができる。 これらの物性値と、密度関数と分布関数との関係式は、状態密度を D(E) ではなく g(E) と書くと、以下のようになる。
{\displaystyle U=\int E\,f(E)\,g(E)\,\mathrm {d} E}
{\displaystyle n=\int f(E)\,g(E)\,\mathrm {d} E}
{\displaystyle C={\frac {\partial }{\partial T}}\int E\,f(E)\,g(E)\,\mathrm {d} E}
{\displaystyle k={\frac {1}{d}}{\frac {\partial }{\partial T}}\int Ef(E)\,g(E)\,\nu (E)\,\Lambda (E)\,\mathrm {d} E}
d は次元数、ν は音速、Λ は平均自由行程である。

## 応用
状態密度は物理学の多くの分野で登場し、量子力学的現象の説明の助けとなる。

### 量子化
微視的構造に対して状態密度を計算すると、次元が減るにつれて電子の分布が変化することがわかる。特定のエネルギー領域において量子ワイヤーの DOS は、バルク半導体の DOS に比べて実際に高くなり、量子ドットの DOS は特定のエネルギーに量子化される。

### フォトニック結晶
光の波長スケールの繰り返し構造を用いると光子の状態密度を操作することができる。構造によっては特定の色（エネルギー）の光を完全に禁止し、DOS がゼロとなるエネルギー領域、フォトニックバンドギャップを作り出すことができる。また、別種の構造ではある方向にのみ光の伝搬を抑制し、鏡、導波管、発振器を構成することもできる。このような繰り返し構造をフォトニック結晶と呼ぶ。ナノ構造を施した媒質では状態密度よりも場所ごとに異なる局所状態密度 (LDOS) の考え方のほうがより適している。

## 状態密度の計算
化合物や生体分子、高分子など、興味の対象となる系は一般的に複雑である。これらの系は解析的に状態密度を計算するには複雑すぎ、ほとんどの場合それは不可能である。高精度の状態密度をコンピュータシミュレーションにより計算するアルゴリズムがいくつか知られている。その一つとしてワン・ランダウのアルゴリズムが挙げられる。
ワン・ランダウ法の枠組みの中では、状態密度に関する事前知識は一切必要がない。まず系のコスト関数（たとえばエネルギー）を離散化し、階級 i に到達するごとに状態密度のヒストグラム g(i) を次のように更新する。
{\displaystyle g(i)\rightarrow g(i)+f}
ここで f は修正因子である。この階級に特定の回数 (10–15) だけ到達するごとに修正因子は何らかの基準により減少させる。例えば以下のように処理する。
{\displaystyle f_{n+1}\rightarrow (1/2)f_{n}}
ここで n は更新が n 回目であることを示す。特定の閾値に修正因子が到達したとき、たとえば fn < 10−8 となったときにシミュレーションを終了する。
ワン・ランダウ法はマルチカノニカル法やレプリカ交換法などに比べていくつかの利点を持っている。たとえば、状態密度がシミュレーションの主目的として算出される。また、ワン・ランダウ法は完全に温度非依存である。この性質により、タンパク質のような非常にでこぼこしたエネルギー地形を持つ系に対しても状態密度を計算することができる。
数学的には、状態密度は被覆写像を用いて形式化することができる。

## 関連文献
- Chen, Gang. Nanoscale Energy Transport and Conversion. New York: Oxford, 2005
- Streetman, Ben G. and Sanjay Banerjee. Solid State Electronic Devices. Upper Saddle River, NJ: Prentice Hall, 2000.
- Muller, Richard S. and Theodore I. Kamins. Device Electronics for Integrated Circuits. New York: John Wiley and Sons, 2003.
- Kittel, Charles and Herbert Kroemer. Thermal Physics. New York: W.H. Freeman and Company, 1980
- Sze, Simon M. Physics of Semiconductor Devices. New York: John Wiley and Sons, 1981